# لوئیز نالباندیان
لوئیز نالباندیان (ارمنی: Լուիզ Ծիածան Նալբանդյան; انگلیسی: Louise Nalbandian; زاده ۱۲ سپتامبر ۱۹۲۶ – درگذشته ۲ دسامبر ۱۹۷۴) تاریخ‌نگار ارمنی‌تبار اهل ایالات متحده آمریکا و استاد دپارتمان تاریخ دانشگاه ایالتی کالیفرنیا در فرزنو بین سال‌های ۱۹۶۴ تا ۱۹۷۴ بود.

## زندگی‌نامه
وی در ۱۲ سپتامبر ۱۹۲۶ در سان فرانسیسکو به دنیا آمد و از فارغ‌التحصیل شد. وی همچنین برندهٔ جوایزی همچون  شده‌است. وی ۲ دسامبر ۱۹۷۴ در سن ۴۸ سالگی در نیومن، ایلینوی درگذشت.